# Borger.dk
Borger.dk er en fællesoffentlig portal og én samlet digital indgang til det offentlige. Her kan borgerne finde informationer og blive guidet videre til relevante myndigheder og deres selvbetjeninger inden for 17 emner – fx familie og børn, sundhed og sygdom samt økonomi, skat og SU. Det er siden 2007, at borger.dk har fungeret som ét samlet overblik. 
Borger.dk finansieres af den danske stat, kommuner og regioner. Det er Digitaliseringsstyrelsen (under Digitaliseringsministeriet), der er ansvarlig for udvikling, forvaltning og daglig drift af portalen. Digitaliseringsstyrelsen har det overordnede ansvar for kvaliteten af indhold og informationsstruktur på borger.dk. Myndighederne har ansvaret for selvbetjeninger og for, at de informationer, der står på borger.dk, er opdaterede.  

## "Mit Overblik" på borger.dk
Borgerne kan med MitID logge på "Mit Overblik" på borger.dk og se nogle af de oplysninger, det offentlige har om dem – på tværs af den offentlige sektor. Det kan fx være oplysninger om skat, pension, SU eller bolig. Mit Overblik er altså borgernes personlige adgang til oplysninger om dem selv. Mit Overblik bliver løbende udbygget i samarbejde med myndighederne og vil med tiden indeholde flere væsentlige oplysninger om den enkelte borger.

## Guider på borger.dk
Der er 11 forskellige guider på borger.dk. En guide er et overblik over forskellige livssituationer, som borgerne typisk befinder sig i en eller flere gange i deres liv. Det kan fx være guiden ”Når du skal flytte” eller ”Når du skal starte uddannelse”-guiden. Guiderne udgør hver især en brugerrejse og giver et overblik fra myndighederne over alt det, borgerne skal gøre og vide – der, hvor de står i livet. 

## Digital Post på borger.dk og Digital Post-app
Borgere kan logge på Digital Post fra forsiden af borger.dk. Der kan de læse Digital Post fra det offentlige. I 2022 blev der også lanceret en Digital Post-app.

## Historik for borger.dk
Portalen blev lanceret af Videnskabsministeriet og Kommunernes Landsforening i 2007 som en erstatning for danmark.dk og netborger.dk. Ideen om at lave en borgerportal byggede på en analyse af borgernes digitale kontakt med det offentlige. Analysen viste, at mange borgere efterspurgte et kort og godt overblik over offentlige hjemmesider og muligheder for selvbetjening.
En anden version med flere muligheder for digital selvbetjening for borgerne kom i 2008. Borger.dk blev dengang  udvidet med Min Side (nu Mit Overblik), hvor borgerne kunne logge på og få adgang til personoplysninger fra CPR-registret. Den personaliserede del af borger.dk har siden da været en væsentlig del af portalen. 
Siden 2012 har der været et øget fokus på den gode brugeroplevelse for borgerne, når de færdes på borger.dk. Den samlede brugeroplevelse inkluderer bl.a. lette og intuitive brugerrejser, webtilgængelighed, et klart sprog, et overskueligt design og adgang til personlige data, hvor det er relevant.